# Grison
Grison eller stor grison (Galictis vittata) är ett rovdjur i familjen mårddjur som förekommer i stora delar av Central- och Sydamerika.

## Utseende och anatomi
Med en absolut kroppslängd mellan 60 och 76 cm är djuret något större än den andra arten i samma släkte, liten grison. I kroppslängden ingår en 13,5 till 19,5 cm lång svans. Vikten varierar mellan 1,5 och 3,8 kg.
Grisonen har en smal kropp med korta extremiteter. Varje fot har fem tår som är utrustade med korta, böjda, kraftiga klor. I fotspåret syns sällan tummens avtryck då fingret är litet. Ryggen, kroppens sidor och huvudets övre del är täckta av grå päls. Buken, främre halsen och ansiktets nedre del är svarta. Ofta skiljs dessa två färgområden vid huvudet, halsen och skuldran genom en smal vit strimma.
Liksom andra mårddjur producerar grisonen doftämnen i sina analkörtlar. Lukten beskrevs inte lika otrevlig som för andra mårddjur. Ämnet avsöndras bara när individen är mycket upprörd. Om grisonen känner sig hotad hoppar den bakåt, lyfter svansens hår och sprutar körtelvätskan.

## Utbredning och habitat
Arten förekommer från låglandet i östra Mexiko över stora delar av Centralamerika till mellersta Sydamerika. Enligt IUCN lever den även i norra Argentina och den brasilianska provinsen Santa Catarina men i samma verk medföljer en karta där utbredningsområdet slutar längre norrut. Grisonen hittas i olika habitat som tropiska regnskogar, gräsmarker och jordbruksmarker.

## Ekologi
Grisonen är över hela utbredningsområdet sällsynt med uppskattningsvis 1 till 2,4 individer per kvadratkilometer. Den är främst dagaktiv men i vissa regioner kan den även vara aktiv på natten. Under dagens hetaste timmar tar den vanligen en paus. Arten vilar i underjordisk eller andra bon som ligger i bergssprickor, trädens håligheter eller bland trädens rötter. Grisonen övertar dessutom bon som lämnats av bältdjur.
Djuret vistas främst på marken och observerades bara i enstaka fall på träd. Grisonen har bra simförmåga och stannar ibland något längre än en halv minut under vattenytan.
Grisonen livnär sig bland annat av små däggdjur, fåglar och deras ägg, ödlor, groddjur och frukter. Jakten utförs ensam, i par eller i mindre grupper. Bytet flyttas vanligen till en särskild matplats.
Efter dräktigheten som varar ungefär 40 dagar föder honan en till fyra ungar. Födslar registrerades under olika årstider förutom vintern. Nyfödda ungar är blinda och de korta håren har redan den för vuxna djur typiska färgsättningen. Ungarna öppnar ögonen efter två veckor och börjar efter 3 veckor med fast föda. Efter fyra månader är de lika stora som vuxna djur.

## Grisonen och människor
Arten hölls i sitt utbredningsområde ofta som husdjur mot gnagare och andra skadedjur.
IUCN ser inga större hot för arten trots att måttlig jakt förekommer och listar grisonen därför som livskraftig (LC).